# Докрей, Уильям
Уи́льям До́крей (или До́квра, англ. William Dockwra (Dockwray); 1635, Лондон — 1716, Лондон) — английский предприниматель, создавший первую Лондонскую пенни-почту, которая действовала с 1 апреля 1680 года по 23 ноября 1683 года.

## Биография

### Ранние годы
Уильям Докрей родился в Лондоне в семье оружейника и был крещён 26 апреля 1635 года. Он был дядей Мэри Дэвис (Mary Davies), приданое которой — земли Мэйфэр (ныне фешенебельный район Лондона) и другие земли под Лондоном — сделало к XIX веку семью Гровеноров богатейшей семьёй Англии, причём это родство оказалось полезным и для самого Докрея.

### Начало карьеры
Докрей был отдан в ученики одного из коллег его отца по гильдии оружейников (Armourers' Company), но его жизненный путь оказался довольно извилист. В 1660-е годы он получил место в Таможенной палате (Custom House). К 1670-м годам он был купцом и занимался торговлей африканскими рабами, но потерпел крупные убытки, когда судно, в которое он вложил значительные средства, было арестовано за нарушение монополии имеющей лицензию Королевской африканской компании.

### Пенни-почта

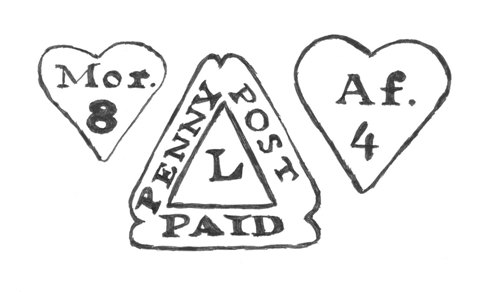
Образцы почтовых штемпелей Докрея — ранних предшественников почтовой марки: треугольный — с надписью « Paid» («. Оплачено») и буквой «L», означавшей почтамт на Лайм-стрит; два дополнительных сердцевидных — с отметками «Mor» или «Af» (первая или вторая половина дня) и часа доставки, которые ставились при доставке письма (1680—1682)

В 1680-е годы Докрей открыл первую пенни-почту, которая обслуживала Лондон и окрестности на расстоянии 10 миль. Докрей получил патент на оказание своих услуг, но к несчастью для него прибыль от государственной почты была пожалована брату короля Герцогу Йоркскому, и Докрей был вскоре вынужден вернуть свой патент и уплатить 2 тысячи фунтов стерлингов в качестве компенсации.
Пенни-почта Докрея функционировала с 1 апреля 1680 года по 23 ноября 1682 года.
Счастье снова улыбнулось ему после того, как занявший к тому времени трон король Яков II был изгнан из страны в 1688 году. В 1690 году Докрей получил пенсию в размере 500 фунтов стерлингов в год и в 1697 году был назначен руководителем пенни-почты. Однако в 1700 году он был уволен после проведения следствия в отношении его деятельности на этом посту, при этом среди прочего были жалобы на то, что он перенёс центральное отделение из Корнхилла в менее удобное место, а также перлюстрировал и задерживал почту.

### Последние годы
Впоследствии Докрей был назначен лондонским агентом по продаже свинца, добываемого на свинцовых рудниках, принадлежащих семейству Гровенор в Уэльсе, и стал старшим партнёром предприятия по производству латуни в Ишере (графство Суррей). На этом заводе были внедрены определённые технические инновации, и он помог уменьшить зависимость Англии от импорта, но Докрею это не принесло финансового успеха, и он утратил контроль над предприятием.
Считается, что ко времени наступившей в 1716 году смерти он был нищим.